# Xinshi (Ürümqi)

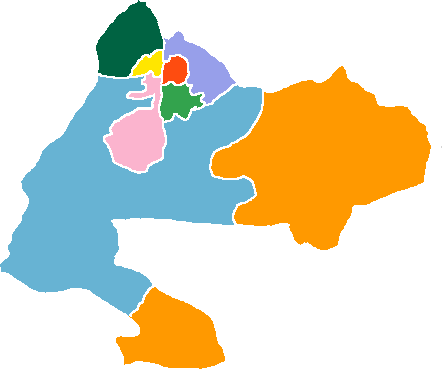
Lage von Xinshi im Gebiet der Stadt Ürümqi

Xinshi (chinesisch 新市区, Pinyin Xīnshì Qū – „Neustadt“, uigurisch يېڭىشەھەر رايونى Yengixəⱨər Rayoni) ist ein Stadtbezirk der bezirksfreien Stadt Ürümqi im Uigurischen Autonomen Gebiet Xinjiang der Volksrepublik China. Er hat eine Fläche von 262,5 km² und zählt 730.307 Einwohner (Stand: Zensus 2010).

## Administrative Gliederung
Der Stadtbezirk setzt sich aus elf Straßenvierteln, zwei Gemeinden und einem Erschließungsgebiet zusammen. Diese sind:
- Straßenviertel Beijinglu (北京路街道), Sitz der Stadtbezirksregierung
- Straßenviertel Beizhandonglu (北站东路街道)
- Straßenviertel Ergong (二工街道)
- Straßenviertel Hangzhoulu (杭州路街道)
- Straßenviertel Kashidonglu (喀什东路街道)
- Straßenviertel Nanweilu (南纬路街道)
- Straßenviertel Sangong (三工街道)
- Straßenviertel Shiyou Xincun (石油新村街道)
- Straßenviertel Tianjinlu (天津路街道)
- Straßenviertel Yinchuanlu (银川路街道)
- Straßenviertel Yingbinlu (迎宾路街道)
- Gemeinde Diwopu (地窝堡乡)
- Gemeinde Ergong (二工乡)
- Erschließungsgebiet Ürümqi für Industrien der Neu- und Hochtechnologie (乌鲁木齐高新技术产业开发区)